# Píntag
Píntag ist eine Ortschaft und eine Parroquia rural („ländliches Kirchspiel“) im Kanton Quito der ecuadorianischen Provinz Pichincha. Die Parroquia Píntag gehört zur Verwaltungszone Los Chillos. Das Verwaltungsgebiet besitzt eine Fläche von 490,14 km². Die Einwohnerzahl betrug im Jahr 2010 17.930. Für das Jahr 2015 wurde die Einwohnerzahl auf 20.433 geschätzt.

## Lage
Die Parroquia Píntag befindet sich an der Westflanke der Cordillera Real. An der südlichen Verwaltungsgrenze erhebt sich der 4880 m hohe Vulkan Sincholagua. Der Río Pita, ein rechter Nebenfluss des Río San Pedro, fließt entlang der westlichen Verwaltungsgrenze nach Norden und entwässert dabei einen Großteil des Areals. Entlang der östlichen Verwaltungsgrenze verläuft die kontinentale Wasserscheide. Der etwa 2850 m hoch gelegene Hauptort befindet sich 23 km südöstlich vom Stadtzentrum von Quito. Über eine 4,5 km lange Nebenstraße ist Píntag an die Fernstraße E35 (Latacunga–Ibarra), die entlang der nordwestlichen Verwaltungsgrenze verläuft, angebunden.
Die Parroquia Píntag grenzt im Osten an die Provinz Napo mit den Parroquias Papallacta (Kanton Quijos) und Archidona (Kanton Archidona), im Süden an die Parroquia Machachi (Kanton Mejía), im Westen an die Parroquia Rumipamba und an das Municipio von Sangolquí (beide im Kanton Rumiñahui), im Nordwesten an die Parroquias Alangasí und La Merced sowie im zentralen Norden und im Nordosten an die Parroquia Pifo.

## Siedlungen und Orte
In der Parroquia Píntag gibt es 38 Barrios sowie 6 Comunas.

## Geschichte
Die Parroquia Píntag wurde am 29. Mai 1861 gegründet.